# Mont Saint-Hilaire
De Mont Saint-Hilaire is een van de negen Montérégie-heuvels in de Canadese provincie Québec. De heuvel werd genoemd naar de Heilige Hilaire van Poitiers. Deze heuvel met een hoogte van 415m is het centrale onderdeel van het gelijknamige biosfeerreservaat, het eerste biosfeerreservaat in Canada, aangewezen door UNESCO in 1978.
De heuvel heeft een oppervlakte van 43 km². Daarvan vormt negen km² het Gault-reservaat, dat gedeeltelijk open is voor het publiek. Het reservaat is genoemd naar de Britse officier Andrew Hamilton Gault, die in 1913 de berg kocht, zich verzette tegen exploitatie, en het gebied bij zijn dood in 1958 naliet aan de McGill-universiteit. De universiteit beheert het gebied nog steeds en heeft ervoor gezorgd dat de berg nu de status van biosfeerreservaat heeft. Op de berg worden verschillende unieke mineralen, beschermde plantensoorten, en beschermde diersoorten gevonden.
De heuvel heeft vier toppen: Pain de sucre, Burned Hill, Rocky en Dieppe. De Pain de Sucre is met 415 meter de hoogste, en biedt (bij goed weer) uitzicht op Montréal en op de toppen van de Adirondacks. De eerste Europeaan van wie bekend is dat hij de Mont Saint-Hilaire aanschouwd heeft is Jacques Cartier, die de heuvel kon zien toen hij de Mont Royal beklommen had.
Aan de voet van de heuvel, aan de oever van de rivier Richelieu, ligt het stadje Mont-Saint-Hilaire.